# Jättegryta

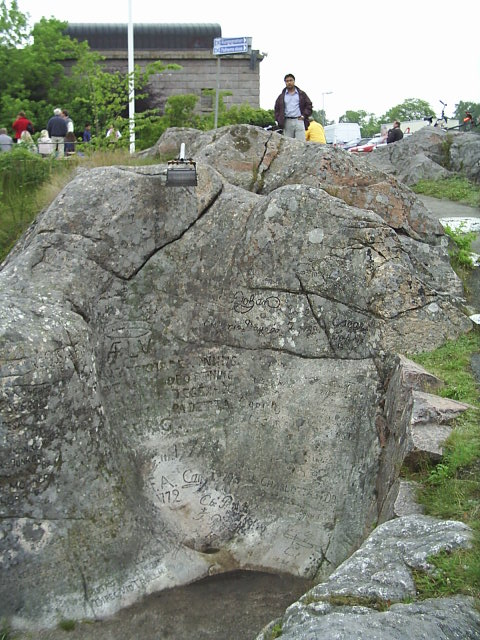
Kungsgrottan. En jättegryta vid fallfåran i Trollhättan där Sveriges kungar och drottningar sedan 1700-talet har skrivit sina namnteckningar.

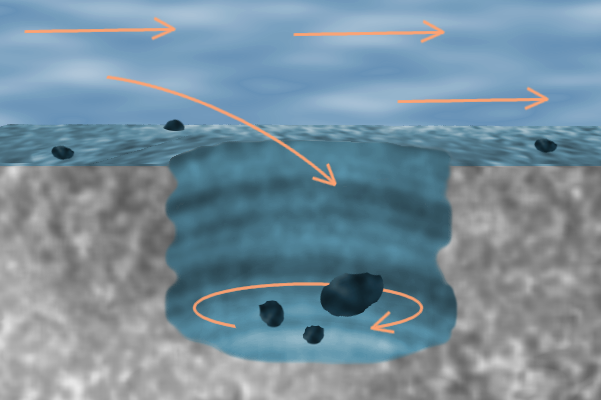
Illustration av bildandet av en jättegryta.

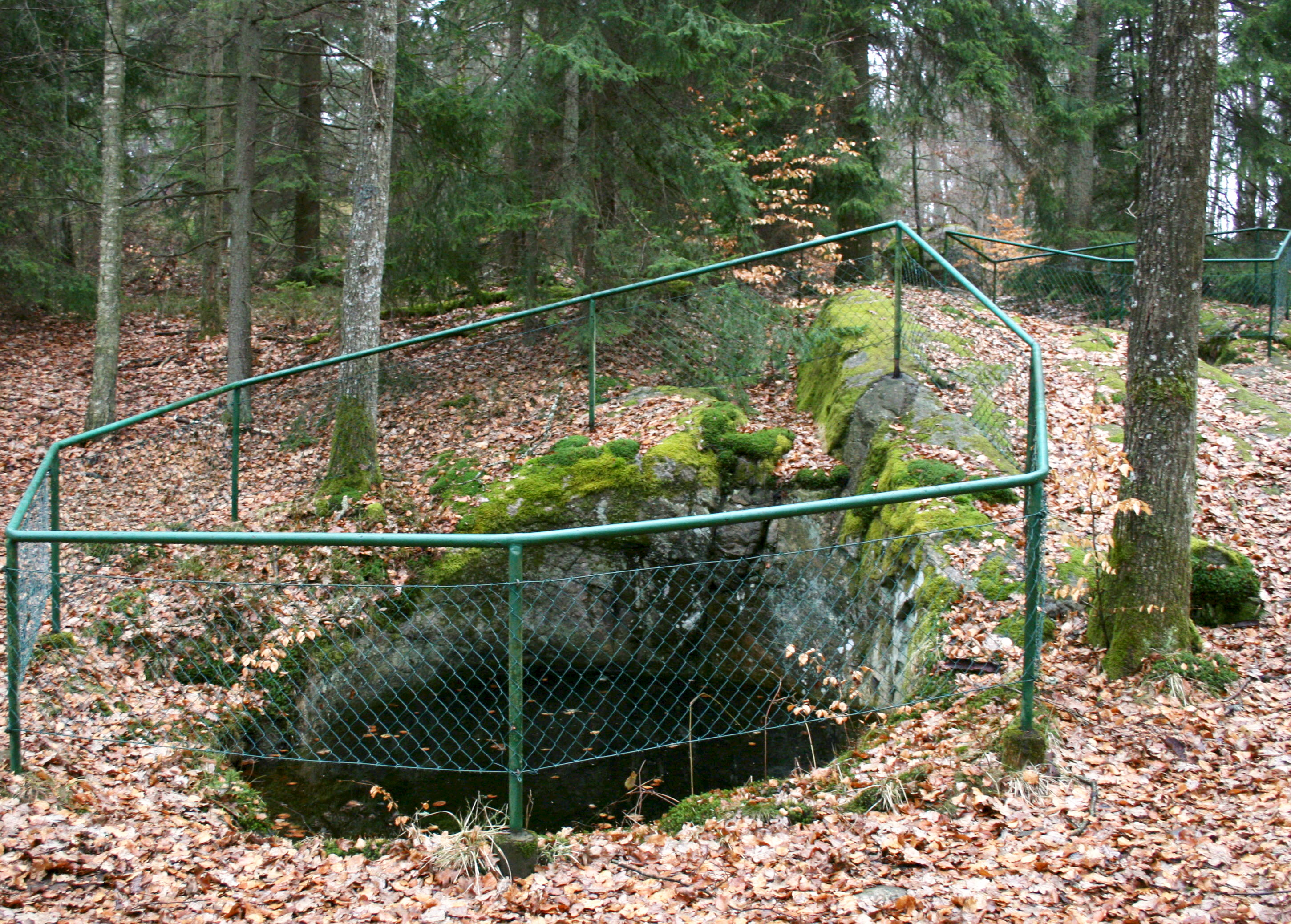
Naturminnesmärkta jättegrytor i Tararp, Blekinge, med staket runt så man inte ska ramla ner i grytorna som är upp till 3,5 meter djupa.

Jättegryta är en i berg urholkad fördjupning, som bildats genom att strömmande vatten fått en sten att rotera tillsammans med grus och mindre stenar i en virvel under en längre tid. 

## Allmänt
Många stora jättegrytor skapades under istiderna, genom att lösryckta moränblock i framforsande smältvatten fraktades tillsammans med grus och småsten, för att slutligen hamna på glaciärens botten. Där kilades blocket (löparstenen) fast i en grop eller spricka av berggrunden, varmed smältvattnet med all kraft skötte dess rotation och grytan som bildades blev utsvarvad. Löparstenen som urholkat en jättegryta ligger oftast kvar som en ovanligt slät, äggformad sten, antingen på dess botten eller i dess närhet. Även om jättegrytor i allmänhet är bildade neråt, finns det exempel där stenar och grus har roterat mot en bergvägg och skapat en horisontell urgröpning. En sådan bildning anses Rösjögrottan utanför Motala vara.

## Jättegrytor inom folktron
Det händer att man kan hitta gamla mynt i jättegrytor, eftersom det ansågs medföra tur om man lämnade en slant i offergåva och i skärgården gav det i regel en god fiskelycka om man skänkte ett mynt.

## Platser

### Sverige
Jättegrytor går att hitta på många ställen i Sverige. De finns i relativt stort antal utmed Bohuskusten liksom i Stockholmstrakten, samt i Blekinge. En jättegryta finns till exempel att beskåda under glas i grunden till Solna gamla tingshus i Hagaparken. Vidare finns ett antal jättegrytor på ön Blå Jungfrun i norra Kalmarsund utanför Oskarshamn.
Brobacka Naturreservat utanför Alingsås mellan sjöarna Mjörn och Anten innehåller ett av landets mäktigaste områden med jättegrytor, med ett fyrtiotal ursvarvningar, där storgrytan med sina 18 meter i diameter dominerar. Jättegrytorna nås via Brobacka Naturcentrum och platsen har en storslagen utsikt över sjön Mjörn.
Jättegrytor förekommer sporadiskt på Otterön, tanums kommun.

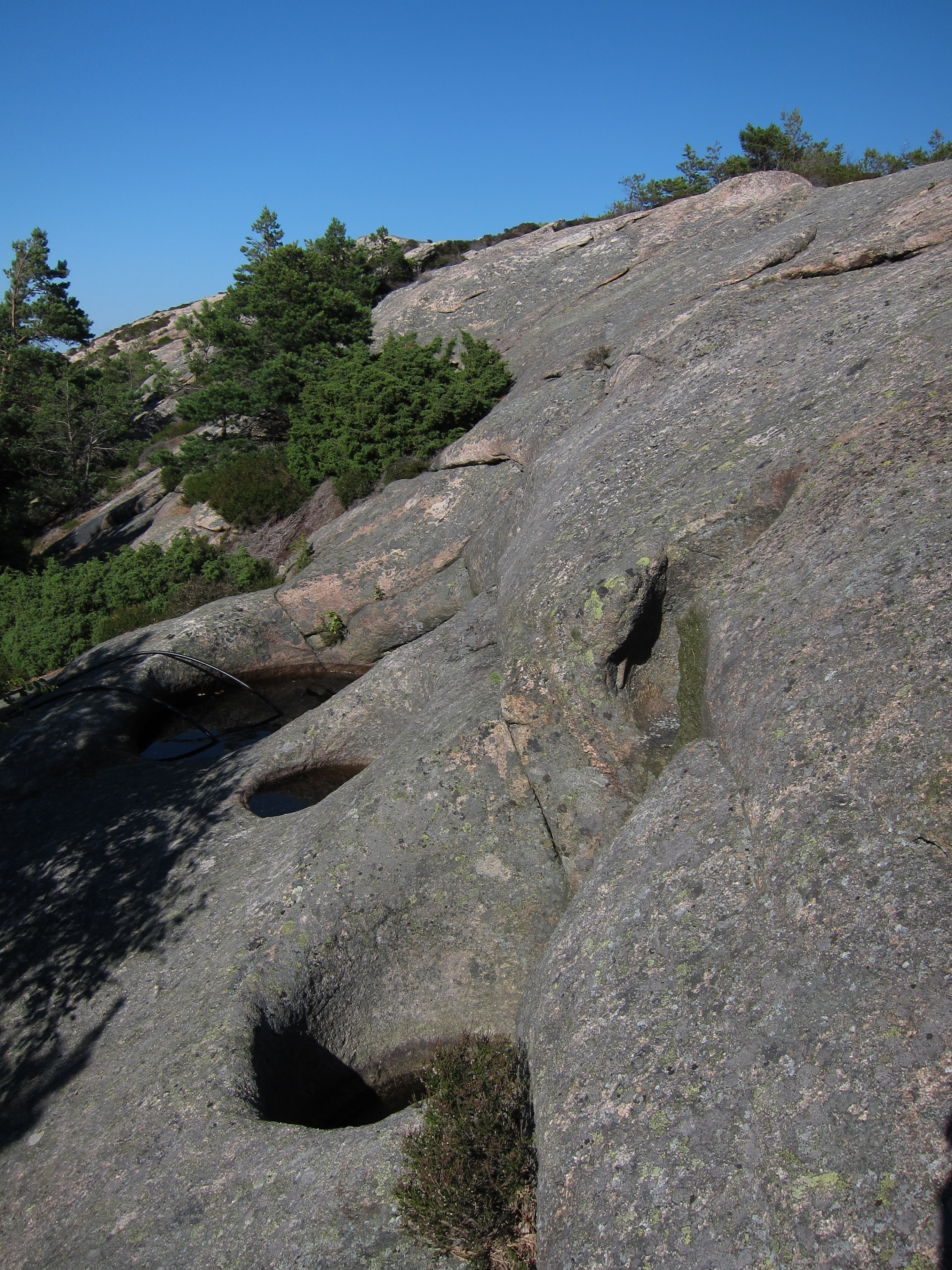
Jättegrytor, Otterön.

"Perkils kättil" i Motala kommun norr om Tjällmo med en diameter på 4 meter och ett djup på 7 meter är en av Sveriges djupaste.
I Huskvarnaåns ravin finns ett större antal jättegrytor, som bedöms vara av postglacialt ursprung. Den största har en diameter på 3,4 meter.
I skogarna kring Degerfors finns också ett stort antal jättegrytor i varierade storlekar. Den med störst djup är på cirka 6 meter med en diameter på omkring två meter, medan den grundaste bara har någon centimeters djup. I Sveafallens naturreservat finner man det största antalet jättegrytor som hittills hittats i området.
Maredsforsen mitt i ån Nissan i Oskarström finns det en jättestor gryta bland stenblock som separerar ån i två delar nedanför en vit bro som leder till den gamla jutefabriken.
I Dalsland finns jättegrytorna i Steneby. De mäter allt från några decimeter upp till Ingegerds kammare, vilken är cirka 7 meter djup och 9 meter i diameter (12 alnar hög och 15 alnar bred). Det finns även en sägen om Ingegerds kammare, vilken säger att en prästdotter och en gift greve hade kärleksmöten bland jättegrytorna. Hon blev gravid men greven övergav henne och drog ut i krig. När barnet sedan föddes ska hon ha kvävt det och begravt det i en av klippskrevorna här. Hon ska sedan själv ha ramlat och slagit ihjäl sig på samma plats när hon en månskenskväll tyckte sig se sitt barns vålnad. Historien ser ut att stämma så till vida att hon dock inte verkar ha ramlat ner i jättegrytan och slagit ihjäl sig utan levde åtminstone 20 år efter den aktuella händelsen.